# Radiovittaria latifolia
Radiovittaria latifolia là một loài thực vật có mạch trong họ Pteridaceae. Loài này được (Benedict) E.H. Crane miêu tả khoa học đầu tiên năm 1997.